# Kolej Transmongolska
Kolej Transmongolska (ros. Трансмонгольская железная дорога, Transmongolskaja żeleznaja doroga; chiń. 橫貫蒙古鐵路; pinyin Héngguàn Ménggǔ Tiělù) – linia kolejowa łącząca Ułan Ude (rosyjska stacja Kolei Transsyberyjskiej) z chińskim Jiningiem. Przebiega przez Mongolię, w tym jej stolicę Ułan Bator, w której znajduje się najważniejsza stacja linii. Jest najkrótszą trasą kolejową łączącą Moskwę z Pekinem. Prowadzi przez Rosję, Mongolię i Chiny.
Inne ważne przystanki w Mongolii to Suche Bator, Darchan, Czojr, Sajnszand, Dzamyn Üüd; istotne dla ruchu są także stacje Erenhot (stacja graniczna w Chinach) i Nauszki (stacja graniczna w Rosji).
Linia została wybudowana w latach 1949–1961. W Mongolii i w Rosji jest w większości jednotorowa, w Chinach dwutorowa. W 1965 Chiny przebudowały swój odcinek do rozstawu szyn 1435 mm, co w połączeniu z ograniczeniem handlu między Chinami a Mongolią i ZSRR, związanym z kryzysem politycznym trwającym od 1960, doprowadziło do długotrwałej (lata 60, 70 i 80. XX wieku) utraty znaczenia tej linii dla ruchu tranzytowego (głównie między Rosją a Chinami).

## Historia
Rozwój kolei w Mongolii zaczął się dość późno. Przed wybudowaniem Kolei Transmongolskiej istniała linia Ułan Bator – Nalajch (otwarta 11 lipca 1938), która łączy stolicę kraju z kopalniami węgla kamiennego w Nalajchu.
Budowa Kolei Transmongolskiej rozpoczęła się w 1949, a koniec budowy linii oraz jej odgałęzień przypadł na 1961.
1949 – podpisanie umowy między rządami Mongolii i ZSRR w sprawie utworzenia spółki akcyjnej "Ułan Bator Kolej"

1949 – przejazd pierwszego pociągu

1950 – linia osiąga Ułan Bator od strony północnej

1952 – podpisanie trójstronnego porozumienia między rządami Mongolii, ZSRR i Chin, mającego na celu uruchomienie bezpośredniego połączenia kolejowego między ZSRR a Chinami przez Mongolię.

1955 – osiągnięcie granicy mongolsko-chińskiej

1956 – otwarcie bezpośrednich połączeń kolejowych między ZSRR a Chinami przez Mongolię

1956 – otwarcie linii kolejowej Bajantumen (do miasta Czojbalsan) w północno-wschodniej części Mongolii, nie wchodzącej w skład Kolei Transmongolskiej.

1958 – publikacja pierwszego wydania gazety kolejowej

1975 – pierwszy pociąg pasażerski relacji Ułan Bator – Moskwa

## Kolej Transmongolska po przemianach
Mongolski operator kolejowy Mongolyn Tömör Dzam obsługuje 80% wszystkich przewozów towarowych i 30% przewozów pasażerskich w Mongolii. W następstwie zmiany ustroju państwa w 1990 ruch pociągów został zmniejszony o połowę, ale w 2005 powrócił do poprzedniego stanu. Liczba pasażerów osiągnęła stary poziom w 2001 (4,1 milionów pasażerów).
Dużym problemem jest różnica między rozstawami szyn pomiędzy Mongolią a Chinami. Z tego powodu wagony muszą mieć na granicy zmieniane zestawy kołowe, a każdy pociąg musi być w tym celu podniesiony nad torami. Cała operacja, wraz z kontrolą paszportów i kontrolą celną, może potrwać kilka godzin.

## Galeria

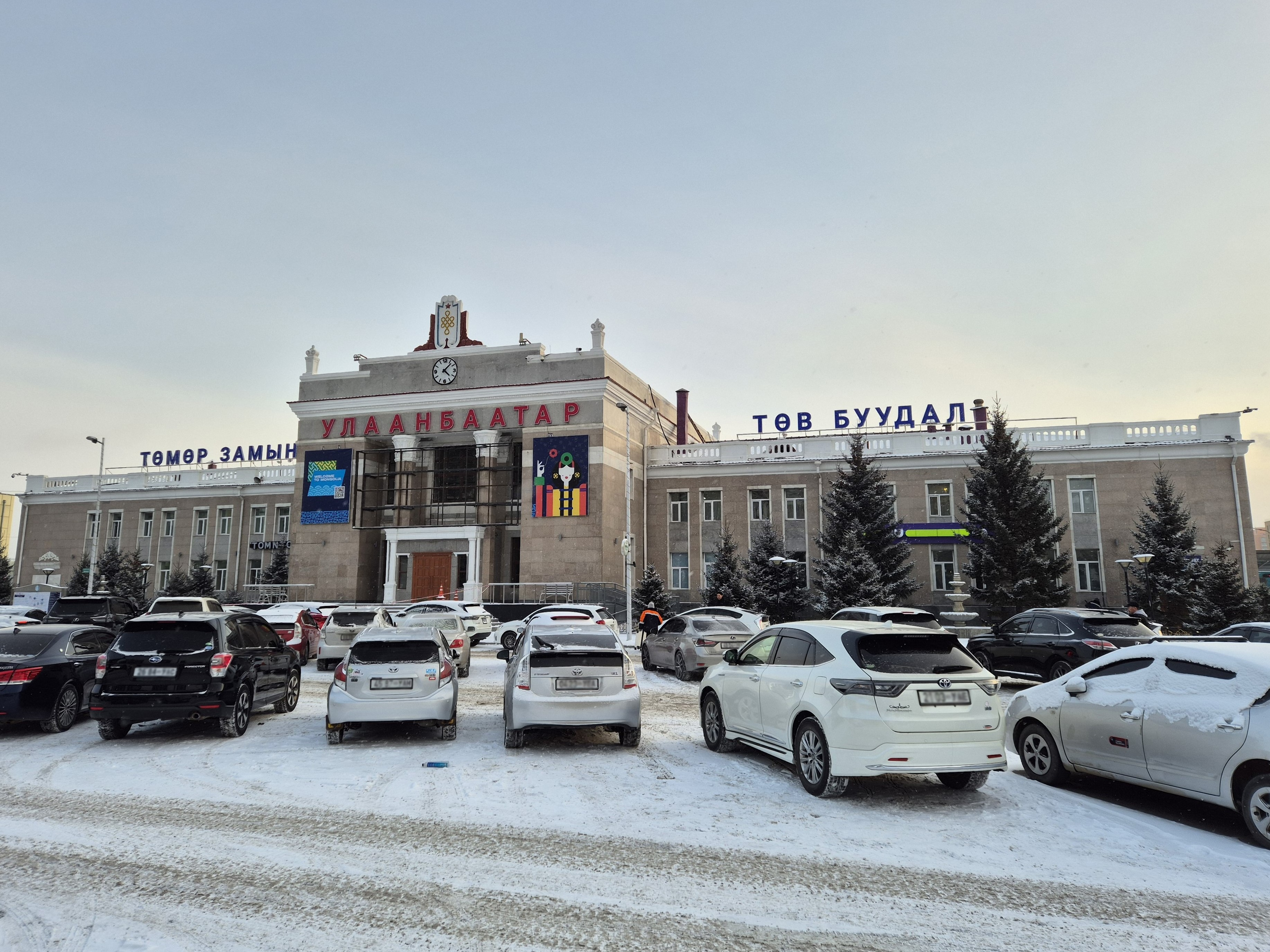
Stacja kolejowa w Ułan Bator
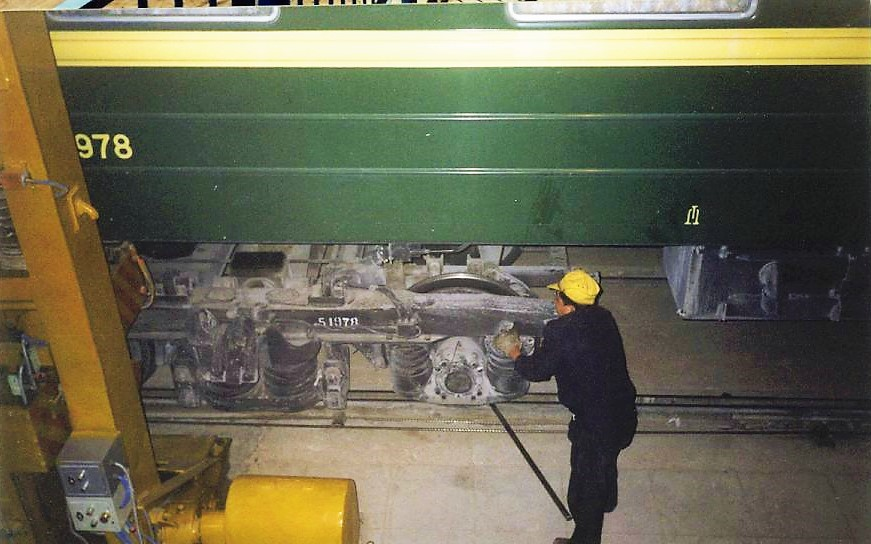
Zmiana zestawów kołowych na granicy mongolsko-chińskiej
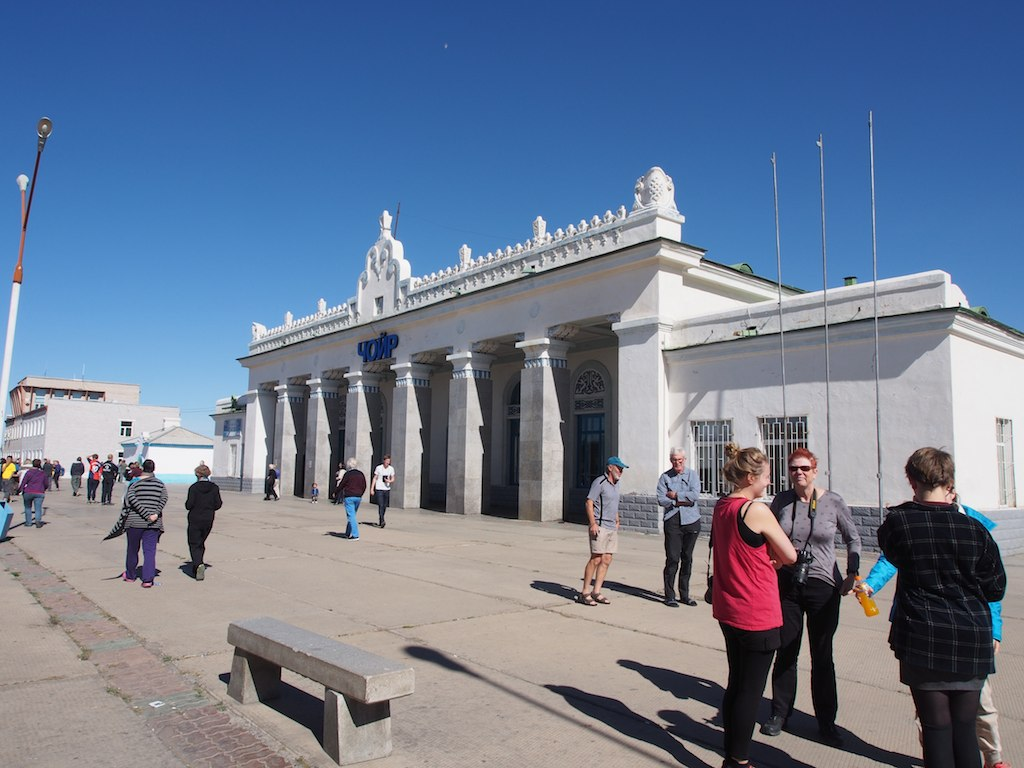
Stacja kolejowa w Czojr
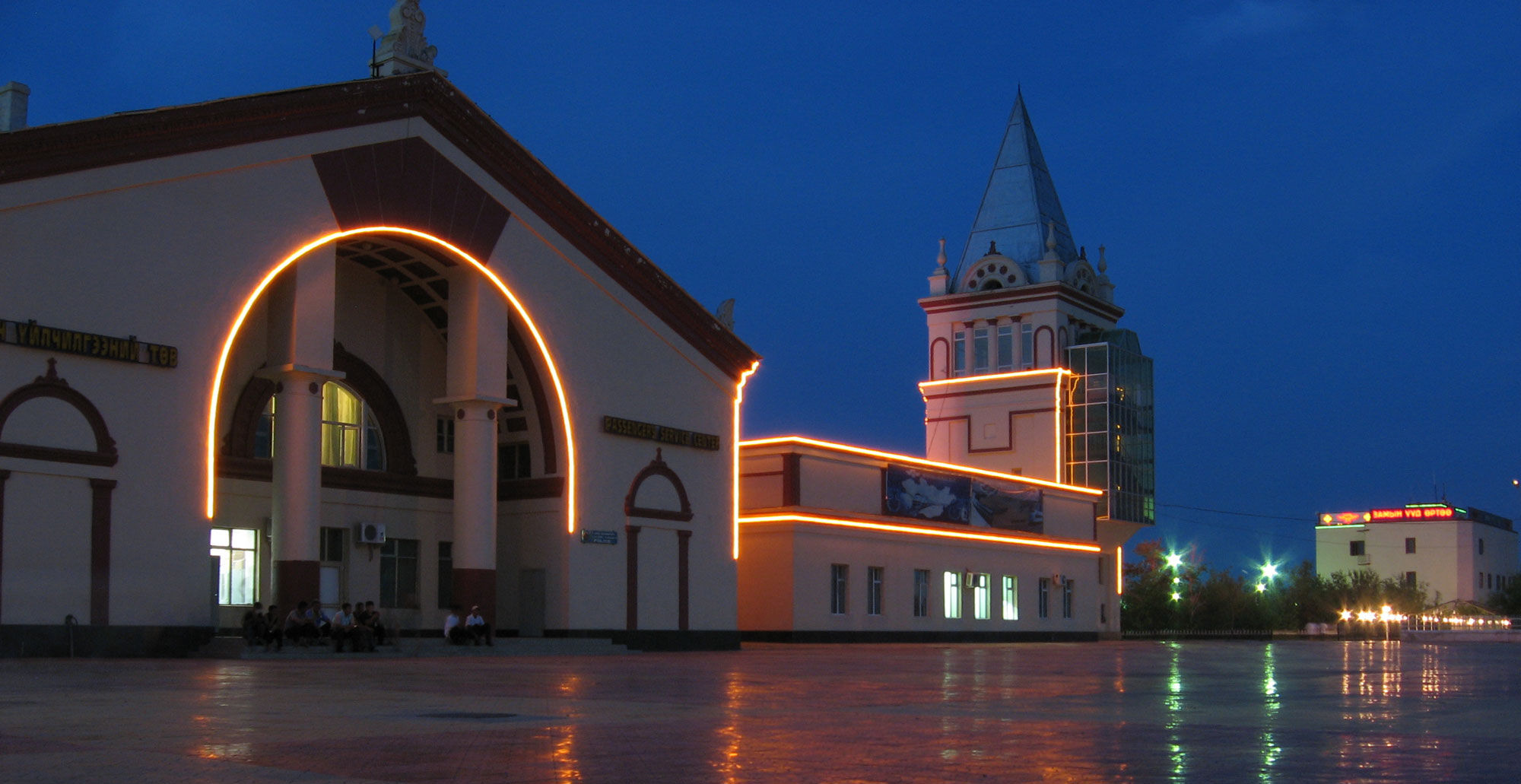
Stacja kolejowa w Dzamyn Üüd